# 平和通一丁目停留場
平和通一丁目停留場（日语：／ Heiwadōri-Itchōme teiryūjō */?）是位於日本愛媛縣松山市的路面電車車站，隸屬於伊予鐵道（伊予鐵），車站編號為15，是現時整個電車系統中，開業日期最晚的電車站，是因應松山市內線環狀化而設立的車站。

## 所屬路線
- 伊予鐵道

松山市內線（城北線、連絡線）
■1號線（環狀線下行—順時針方向）
■2號線（環狀線上行—逆時針方向）

## 車站結構
本路段為單線路段，但左、右兩側各設有1個側式月台，以配合雙線路軌採用左側乘降的安排，有效長度只可容納1輛電車停靠。月台皆貼近民居，其中往古町方向的月台更是和旁邊的建築物貼近在一起；至於往上一萬方向的月台，由於旁邊為停車場及小花園，因此可以騰出小部份的空間去築建1座附有上蓋及座椅的候車區域。
由城南線支線駛入車站起，電車亦由併用路面轉入專用路面。

### 月台配置
| 月台 | 路線        | 目的地             |
| ---- | ----------- | ------------------ |
| 1    | ■1號線 環狀 | 上一萬、大街道方向 |
| 2    | ■2號線 環狀 | 木屋町、古町方向   |

## 歷史
- 1969年12月1日：隨環狀線開通而開業。

## 相鄰停留場
伊予鐵道
城北線
赤十字醫院前（14）－平和通一丁目（15）
連絡線
平和通一丁目（15）－上一萬（16）